# Full Circle (Creed-Album)
Full Circle ist das vierte Studioalbum der US-amerikanischen Rockband Creed und wurde am 27. Oktober 2009 veröffentlicht. Nach der vorübergehenden Auflösung der Band und seiner Entlassung 2000 ist nun auch Brian Marshall am Bass wieder zu hören.

## Entstehung
Das Album wurde bis 31. Juli 2009 mit Produzent Howard Benson aufgenommen. Er war außerdem für die Keyboards und die Programmierung verantwortlich. Chris Lord-Alge mischte das Album ab, Ted Jensen masterte es. Es entstand in den Bay 7 Studios, Valley Village, Los Angeles, und dem Sparky Dark Studio, Calabasas, beide in Kalifornien.

## Titelliste
Die Musik wurde von Mark Tremonti geschrieben, die Texte von Scott Stapp.
| Nr.          | Titel             | Länge |
| ------------ | ----------------- | ----- |
| 1.           | Overcome          | 3:47  |
| 2.           | Bread of Shame    | 3:56  |
| 3.           | A Thousand Faces  | 4:54  |
| 4.           | Suddenly          | 3:31  |
| 5.           | Rain              | 3:27  |
| 6.           | Away in Silence   | 4:41  |
| 7.           | Fear              | 4:05  |
| 8.           | On My Sleeve      | 4:14  |
| 9.           | Full Circle       | 4:08  |
| 10.          | Time              | 5:55  |
| 11.          | Good Fight        | 3:54  |
| 12.          | The Song You Sing | 4:08  |
| Gesamtlänge: | Gesamtlänge:      | 50:40 |

## Rezeption

### Rezensionen
Michael Edele von Laut.de schrieb: „Das Ergebnis stimmt definitiv: Full Circle knüpft nahtlos an die drei ersten Scheiben der Band an. Creed sind gewachsen, haben den Pathos der frühen Tage weitgehend abgelegt und konzentrieren sich auf erdige Rockmusik mit großen Melodien.“ Es wurden vier von fünf Sternen vergeben. Stephen Thomas Erlewine urteilte für Allmusic: „...ambiguity is not Creed's friend, they still italicize, bold, and underscore every emotion, the only thing missing is towering hooks as blunt as their intent, which in a way is too bad because this is the most sonically palatable Creed has been on record.“ Zwei von fünf Sternen wurden vergeben.

### Charts und Chartplatzierungen
| ChartsChartplatzierungen       | Höchstplatzierung | Wochen |
| ------------------------------ | ----------------- | ------ |
| Deutschland (GfK)              | 9 (6 Wo.)         | 6      |
| Österreich (Ö3)                | 12 (5 Wo.)        | 5      |
| Schweiz (IFPI)                 | 7 (4 Wo.)         | 4      |
| Vereinigtes Königreich (OCC)   | 78 (1 Wo.)        | 1      |
| Vereinigte Staaten (Billboard) | 2 (19 Wo.)        | 19     |

| ChartsJahrescharts (2009)      | Platzierung |
| ------------------------------ | ----------- |
| Vereinigte Staaten (Billboard) | 181         |

| ChartsJahrescharts (2010)      | Platzierung |
| ------------------------------ | ----------- |
| Vereinigte Staaten (Billboard) | 191         |